# Pete Koegel
Peter John Koegel (Mineola, Nueva York; 31 de julio de 1947-Kingston, Nueva York; 4 de febrero de 2023) fue un beisbolista estadounidense que jugó como primera base, receptor y jardinero de Grandes Ligas de Béisbol.

## Carrera
Koegel fue seleccionado en la cuarta ronda del Draft de las Grandes Ligas de Béisbol de 1965 por los Kansas City Athletics de Seaford High School, Nueva York. Permaneció en la organización hasta que se mudó a Oakland, California antes de ser canjeado junto con Bob Meyer a los Seattle Pilots por Fred Talbot en 1969. Koegel nuevamente permaneció en una organización a través de una mudanza, esta vez cuando los Pilots se mudaron a Milwaukee para convertirse en los Milwaukee Brewers. Durante su tiempo con los Brewers, Koegel jugó a nivel de Grandes Ligas con el equipo en 1970 y en 1971 antes de ser cambiado junto con Ray Peters a los Philadelphia Phillies por Johnny Briggs el 22 de abril de 1971. Koegel jugó al nivel de las Grandes Ligas con los Phillies ese año, así como el año siguiente. En 1973, fue cambiado a los Pittsburgh Pirates por Chris Zachary, pero nunca jugó un partido de Grandes Ligas con la organización.
Koegel murió en Kingston, Nueva York, el 4 de febrero de 2023, a la edad de 75 años.